# Jerusalem Lions 2018-2019
Questa voce raccoglie le informazioni riguardanti i Jerusalem Lions nelle competizioni ufficiali della stagione 2018-2019.

## Israel Football League 2018-2019

### Preseason
| 1º novembre 2018, ore 20:00 Week 1 | Jerusalem Lions | 44 – 46 | Petah Tikva Troopers |  |

### Stagione regolare
| Gerusalemme 15 novembre 2018, ore 20:00 1ª giornata | Jerusalem Lions | 46 – 0 (23-0 9-0 7-0 7-0) referto | Tel Aviv Pioneers | Kraft Sports Campus (49 spett.)\| Arbitro: \| Greisas \| |
| Arbitro:                                            | Greisas         |                                   |                   |                                                          |

| Ramat HaSharon 24 novembre 2018, ore 20:15 2ª giornata | Ramat HaSharon Hammers | 6 – 63 (0-20 0-22 0-14 6-7) referto | Jerusalem Lions | (33 spett.)\| Arbitro: \| Koussevitsky \| |
| Arbitro:                                               | Koussevitsky           |                                     |                 |                                           |

| Gerusalemme 6 dicembre 2018, ore 20:00 4ª giornata | Judean Rebels | 0 – 46 (0-0 0-18 0-14 0-14) referto | Jerusalem Lions | Kraft Sports Campus (22 spett.)\| Arbitro: \| Koussevitsky \| |
| Arbitro:                                           | Koussevitsky  |                                     |                 |                                                               |

| Netanya 14 dicembre 2018, ore 10:00 5ª giornata | Haifa Underdogs | 14 – 35 (7-14 7-6 0-8 0-7) referto | Jerusalem Lions | Istituto Wingate (17 spett.)\| Arbitro: \| Lavie-Ephrath \| |
| Arbitro:                                        | Lavie-Ephrath   |                                    |                 |                                                             |

| Be'er Sheva 29 dicembre 2018, ore 20:45 7ª giornata | Beersheva Black Swarm | 6 – 50 (0-20 0-21 6-0 0-9) referto | Jerusalem Lions | Reisser (31 spett.)\| Arbitro: \| Sela \| |
| Arbitro:                                            | Sela                  |                                    |                 |                                           |

| Gerusalemme 10 gennaio 2019, ore 20:00 9ª giornata | Jerusalem Lions | 27 – 20 (6-8 7-0 0-6 14-6) referto | Petah Tikva Troopers | Kraft Sports Campus (108 spett.)\| Arbitro: \| Sela \| |
| Arbitro:                                           | Sela            |                                    |                      |                                                        |

| Tel Aviv 18 gennaio 2019, ore 10:00 10ª giornata | Tel Aviv Pioneers | 22 – 38 (8-0 0-6 6-12 8-20) referto | Jerusalem Lions | Università di Tel Aviv (23 spett.)\| Arbitro: \| Sela \| |
| Arbitro:                                         | Sela              |                                     |                 |                                                          |

| Gerusalemme 24 gennaio 2019, ore 20:00 11ª giornata | Jerusalem Lions | 29 – 9 (10-6 6-0 0-3 13-0) referto | Mazkeret Batya Silverbacks | Kraft Sports Campus (38 spett.)\| Arbitro: \| Koussevitsky \| |
| Arbitro:                                            | Koussevitsky    |                                    |                            |                                                               |

| Gerusalemme 7 febbraio 2019, ore 20:00 12ª giornata | Jerusalem Lions | 53 – 12 (0-6 25-0 16-6 12-0) referto | Judean Rebels | Kraft Sports Campus (46 spett.)\| Arbitro: \| Koussevitsky \| |
| Arbitro:                                            | Koussevitsky    |                                      |               |                                                               |

### Playoff
| Gerusalemme 21 febbraio 2019, ore 19:00 Semifinale | Jerusalem Lions | 47 – 8 (12-0 6-8 22-0 7-0) referto | Tel Aviv Pioneers | Kraft Sports Campus |

| Gerusalemme 28 febbraio 2019, ore 19:15 Israel Bowl | Jerusalem Lions | 29 – 26 (14-0 7-12 0-8 8-6) referto | Petah Tikva Troopers | Kraft Sports Campus |

## Statistiche di squadra
| Competizione | %Vittorie | In casa | In casa | In casa | In casa | In casa | In casa | In trasferta | In trasferta | In trasferta | In trasferta | In trasferta | In trasferta | Totale | Totale | Totale | Totale | Totale | Totale |
| Competizione | %Vittorie | G       | V       | N       | P       | Pf      | Ps      | G            | V            | N            | P            | Pf           | Ps           | G      | V      | N      | P      | Pf     | Ps     |
| ------------ | --------- | ------- | ------- | ------- | ------- | ------- | ------- | ------------ | ------------ | ------------ | ------------ | ------------ | ------------ | ------ | ------ | ------ | ------ | ------ | ------ |
| Preseason    | .000      | 1       | 0       | 0       | 1       | 44      | 46      | 0            | 0            | 0            | 0            | 0            | 0            | 1      | 0      | 0      | 1      | 44     | 46     |
| Campionato   | 1.000     | 4       | 4       | 0       | 0       | 155     | 41      | 5            | 5            | 0            | 0            | 232          | 48           | 9      | 9      | 0      | 0      | 387    | 89     |
| Playoff      | 1.000     | 2       | 2       | 0       | 0       | 76      | 34      | 0            | 0            | 0            | 0            | 0            | 0            | 2      | 2      | 0      | 0      | 76     | 34     |
| Totale       | .917      | 7       | 6       | 0       | 1       | 275     | 121     | 5            | 5            | 0            | 0            | 232          | 48           | 12     | 11     | 0      | 1      | 507    | 169    |